# Triple sec
Triple sec er en likør med appelsinsmag, der er en hyppigt forekommende ingrediens i drinks. Eksempler på triple secs er Cointreau og Grand Marnier. Alkoholprocenten er 40.
Triple sec blev opfundet i 1834 af Jean-Baptiste Combier i Saumur, Frankrig. Navnet refererer til fremstillingsmetoden; likøren er destilleret tre gange. Oprindeligt fremstilledes likøren af soltørrede appelsinskaller fra Haiti, hvilken den originale Combier triple sec stadig gør. Skallerne står i blød i alkohol i 24 timer, hvorefter de destilleres.
Finere triple secs fremstilles af brandy eller cognac og nydes ofte alene som digestif.